# La Lande-Saint-Léger
La Lande-Saint-Léger település Franciaországban, Eure megyében. Lakosainak száma 404 fő (2022. január 1.). La Lande-Saint-Léger Bonneville-la-Louvet, Saint-André-d’Hébertot, Beuzeville és Martainville községekkel határos.

## Népesség
A település népességének változása:
| Lakosok száma | 222  | 164  | 201  | 269  | 322  | 344  | 368  | 386  | 395  | 404  |
|               | 1968 | 1982 | 1990 | 2006 | 2013 | 2015 | 2017 | 2019 | 2020 | 2022 |